# Denderbelle
Denderbelle is een dorp in de Belgische provincie Oost-Vlaanderen en een deelgemeente van Lebbeke. Het dorp was een zelfstandige gemeente tot aan de gemeentelijke herindeling van 1977. Het dorp ligt aan de Dender in de Denderstreek.

## Geografie
De aangrenzende (deel)gemeenten zijn in het noorden Sint-Gillis-bij-Dendermonde, in het oosten Lebbeke, in het zuiden Wieze en in het westen Mespelare en Oudegem (gescheiden door de Dender).
De oppervlakte van Denderbelle is 627 hectare of oudtijds 368 bunder, 3 dagwand en 60 roeden.

## Geschiedenis
Onder de naam VILLA BALIOLIS werd Denderbelle vermeld in de Descriptio villa van de abdij van Lobbes (868). Het woord Baliolis is een samentrekking van baculiolum (Latijn voor palissade, afsluiting). Later werd er de bepaling Dender aan toegevoegd om het te onderscheiden van gelijknamige plaatsen.
In Denderbelle vond men 't Hof te Belle, wat een versterkte hoeve was aan de Dender. Deze werd in 1380 tijdens de Gentse opstand gedeeltelijk vernield en herbouwd als herenhoeve. In 1768 werd de Dender gekanaliseerd en verdween de hoeve.
Tot aan de Franse overheersing maakte Denderbelle deel uit van de heerlijkheid Denderbelle, Zwijveke en Sint-Gillis. Nadien was het een zelfstandige gemeente tot aan de fusie met Lebbeke en Wieze in 1977.

## Bezienswaardigheden

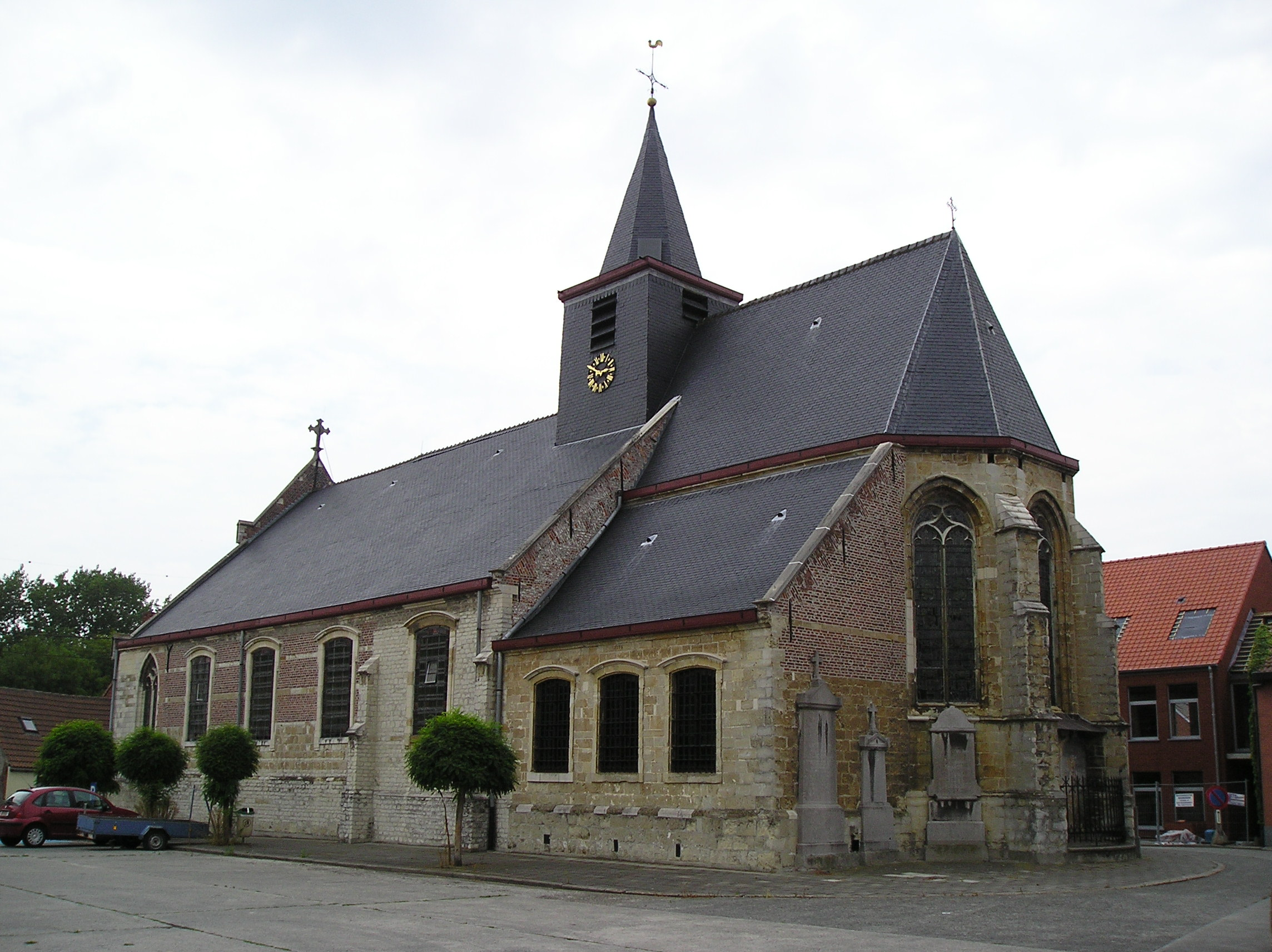
Sint-Martinuskerk

- De Bellemolen, ook de 'Melen' genoemd. De korenmolen stond in de Molenveldstraat. Er was een privé-eigenaar. De molen is gebouwd in 1665, het type is een stenen grondzeiler. Het rad en de inrichting zijn verdwenen. De molen is niet beschermd, er is geen molenaar en het is niet publiek toegankelijk. Ondertussen is deze molen volledig afgebroken om plaats te maken voor nieuwbouwwoningen.
- De Sint-Martinuskerk is het resultaat van verschillende verbouwingen in de loop van de tijd. Zo heeft ze een laat-gotisch koor (1539), een kerkschip in classicistische stijl (1776) en later heeft men die kerk vergroot met een neogotisch venster en eveneens een neogotische voorgevel (1895).
- De Tongenslijpersbeelden is een beeldengroep die dateert uit de achttiende eeuw. Sinds 2000 is de beeldengroep niet langer in het straatbeeld te zien. Op de plaats waar de beelden stonden is thans een nieuw werk geplaatst.

## Natuur en landschap
Denderbelle ligt aan de Dender op een hoogte van 4-10 meter. De bodem is zandig en zandlemig. Kleinere waterlopen zijn de Steenbeek en de Grote Beek, die beide uitmonden in de Dender.
In 2003 kreeg het natuurreservaat Denderbellebroek, met een oppervlakte van 2,36 ha, het statuut van erkend natuurreservaat. Het wordt beheerd door Natuurpunt.

## Demografische ontwikkeling
- Bronnen:NIS, Opm:1831 tot en met 1970=volkstellingen; 1976 = inwoneraantal op 31 december

## Lijst van burgemeesters
- Joannes Baptiste Decaluwe (1843 - 1854) [1]
- Indocus De Rop (1855 - 1858)
- Petrus Joannes Ringoes (1858 - ......)
- Jan Baptist Beeckman (1885 - 1889)
- Clement Borms[2]

## Toerisme
- Door dit dorp loopt de fietsroute Denderende steden.
- In Denderbelle is er een traditie voor kermis en jaarmarkten. Volgens het kerkarchief was er kermis te Denderbelle op 11 september 1735. Volgens de krant "De Onpartijdige" van 18 augustus 1867 werd de eerste jaarmarkt gehouden op 20 augustus 1867. Begin de jaren 20 van de 20ste eeuw zijn er ook jaarmarkten op 11 november geweest, de feestdag van één der patroonheiligen, met name Sint-Martinus. Nu zijn er twee kermissen op het jaar, de Sinksenkermis en Bellekermis, waaronder ook de gekende Kapellenstraatkermis valt.

## Bekende inwoners/geboren
- Herman Uyttersprot, germanist aan de RUGent
- Karel Uyttersprot, politicus
- Joeri Stallaert, wielrenner
- Julie Van den Steen, radiopresentatrice

## Trivia
- De bijnaam van de inwoners is koeien.[3]

## Nabijgelegen kernen
Wieze, Lebbeke, Sint-Gillis-bij-Dendermonde
Deelgemeenten: Denderbelle · Lebbeke · Wieze

Gehuchten en wijken: Heizijde · Minnestraat

Belgische gemeenten · Arrondissement Dendermonde · Oost-Vlaanderen · Vlaanderen